# Bitka kod Pakova Sela i Sedramića 20. rujna 1991.
Pakovačka bitka, bitka kod Pakova Sela i Sedramića, bitka u Domovinskom ratu kod dvaju sela na drniškom bojištu, Pakova Sela i Sedramića, odnosno Pokrovnika. Zbila se je 20. rujna 1991. godine.

## Tijek događaja
16. rujna su JNA i pobunjeni Srbi tenkovima i iz zraka napali Drniš, Oklaj, Siverić i ina drniška naselja. Zbog slabe opremljenosti, hrvatske snage prisilili su na uzmak. S lakim ručnim oružjem i malo protuoklopnih oruđa nije se moglo protiv tehnički nadmoćnijeg osvajača.
Hrvatski civili su se povukli 19. rujna te se zaputili ka Unešiću, Splitu i Šibeniku.Hrvatski branitelji povukli su se na pričuvne položaje oko Drniša, kaneći tako braniti grad. 4. bojna 113. brigade i 4. bojna 4. gardijske brigade te pripadnici policije postavili su se u Pakovu Selu i Sedramiću i dobro organizirali obranu.
20. rujna (rano ujutro/popodne?) dana oklopno-mehenizirane postrojbe 9. kninskog korpusa JNA i pobunjeni Srbi poduzeli su napad tenkovima preko Moseća ka Šibeniku
čime su pokušali staviti Šibenik u okruženje. Drugi planirani pravac napredovanja 9. kninskog korpusa bio je ka Unešiću. Da su uspjeli, Hrvatsku bi presjekli na dva dijela. U pokušaju prodora zaustavili su ih hrvatski branitelji, koji su pravovremeno reagirali.
U jednoj od od središnjih borbenih akcija, slabo naoružane hrvatske obrambene snage zaustavile su naprjedovanje 9. kninskog korpusa JNA prema Šibeniku i Unešiću. Bitku su iznijeli 4. bojna 113. brigade i 4. bojna 4. gardijske brigade te pripadnici hrvatske policije u Pakovu Selu i Sedramiću. Hrvatske snage dočekale su tenkovsku prethodnicu u Pakovu Selu te su nanijele neprijatelju značajne gubitke u ljudstvu i tehnici. Hrvatske su snage uništile više neprijateljskih oklopnih vozila. JNA je uništen jedan tenk i jedan oklopni transporter, oštećena još tri tenka, imala je više poginulih, veći broj ranjenih, a zarobljen je i major Stevo Krkljaš i 30 vojnika. Hrvatske snage od gubitaka su imali tek dvojicu lakše ranjenih branitelja. Među uništenim oklopnim vozilima je tenk T-72. Taj tenk prvi je uništeni tenk na dalmatinskom ratištu. Zbog toga velikosrpski osvajač nije više prodro na drniškoj bojišnici. Osim toga, hrvatski bojovnici prisilili su osvajača povući se ka Žitniću. Tog 20. rujna zapovjednikom svih borbenih snaga na drniškom području imenovan je Luka Vujić.
U drugoj samostalnoj borbi kod obližnjeg kod obližnjeg Sedramića, hrvatske su snage onesposobile jedan neprijateljski tenk, pa su branitelji mogli snažnije učvrstiti obrambene položaje na toj bojišnici. Premda su borbe kod Pakova Sela i Sedramića bile samostalne, odnosno odvojene, bile su dijelom sveukupne obrambene bitke za Šibenik.
Pobjeda hrvatskih snaga omogućila je braniteljima bolje učvrstiti obrambene položaje na ovom dijelu bojišnice. Premda je do konca godine bilo više obostranih akcija, položaji se nisu micali sve do Oluje. Zbog toga neprijateljska JNA, velikosrpski dragovoljci i pobunjenici nisu mogli probiti ovaj dio bojišnice ni približiti se Šibeniku. Do kraja rata velikosrpske snage nisu više ništa slično pokušale napraviti. Ova je pobjeda mnogo pomogla braniteljima grada Šibenika čime je izvojevana pobjeda u bitci za Šibenik rujna 1991. godine.

## Spomenici
Kao trajni spomenik na pobjedu u važnoj bitci, postavljen je tenk T-55 iz Zbirke oružja i vojne opreme Gradskog muzeja Drnš, inv.br. 1999.